# 藤崎怜里
藤崎 怜里（ふじさき れいり、1987年3月14日 - ）は、日本の元AV女優（イオンプロモーション（現 アクシスプロモーション）所属）。
北海道札幌市出身。血液型:O型。身長:156cm。スリーサイズ:B84・W58・H85。

## 略歴・人物
2006年にデビューしたロリ系のAV女優である。
2007年頃に引退。

## 出演作品

### アダルトビデオ
2006年
- 女子校生援交姉妹（4月13日、MOODYZ）…共演:新川舞美
- 顔騎痴女カウガール（5月13日、MOODYZ）
- セレブたちの大乱交パーティー（6月1日、MOODYZ）…共演:米倉夏弥、山城美姫、真瀬ゆいの、夏海まりん、中山有紀
- 失禁エロス（7月13日、MOODYZ）
- エロカワ 花の現役女子大生 絶頂潮吹き 9（9月20日、エイチエス映像） ※名義なし
- えっ!!マジで? モザイク有り無し選べます!!（9月27日、エイチエス映像）
- ご主人様っ!! episode.1（10月19日、BRAVO）…共演:持田茜
- モザイク一切無し!! 丸見え全開!!! ぼくの子宮（10月20日、グリッターズフィルムズ） ※「れいり」名義
- Fairy Doll 芽生えプリンセス（11月10日、スマイリー）
- レイプ中出し レイプされて中出しされた8人のギャル（11月11日、隼エージェンシー）他出演:坂下ななえ、中島あいり、栗原まあや、瀬咲るな、蒼月ひかり、はすみ、RIONA
- 強制中出し 無理矢理中出しされた7人のギャル（11月19日、BRAVO）他出演:瀬咲るな、山中梨花、華美月、舞乃るあ、澤野ゆかり、中島あいり
- ロリータ 痴漢バス 2（11月24日、I.B.WORKS）他出演:安藤なつ妃
- 制服が似合う素敵な娘 11（12月9日、オーロラプロジェクト） ※「れいり」名義
- オナニスト -第15章-（12月10日、隼エージェンシー）他多数出演
- 女子校生強制中出し 11（12月10日、隼エージェンシー）他出演:香取衣菜、RIONA、鈴木ありさ、栗原まあや、姫川りな、萩原陽奈子、宮澤愛菜、真鍋美奈
- れいり 2 今夜はハードコア（12月23日、オーロラ・プロジェクト） ※「れいり」名義

2007年
- フェラコレ2007冬SP 30人のフェラジェンヌ（1月13日、隼エージェンシー）他29名出演
- KARMAファン感謝祭 ロリロリバスツアー 2（1月13日、カルマ）…共演:宝生瑠璃、大塚ひな、島田香奈、愛みこ、月野くるみ、菅野まゆみ、彩芽はる、名波ゆら、あいら、矢口はな、RIONA、中野すず、工藤ありす、望月るい、みなみひな
- 友達売買 vol.1（1月16日、マキシング）他出演:はすみ ほか
- 初はめ ラブベリーズ SPECIAL（1月19日、I.B.WORKS）他出演:さくらの、熊川まき、夢乃加奈 ※アダルトサイト『モモプリッ!』のDVD版
- キスマニア Vol.1（1月19日、ミスター・インパクト）他多数出演
- キャバ嬢レイプ中出し（2月19日、ミスター・インパクト）共演:持田茜
- ラブり〜ちゅ（1月27日、オーロラ・プロジェクト）
- PRIVATE STYLE（2月3日、グラフィス）他出演:まゆみ
- こだわりの手コキ 4時間SP 3 40人のハンドメイド（2月10日、隼エージェンシー）他39名出演
- ￥（エン） 女子校生 06（2月13日、LOVERSOUL）共演:水橋みく
- ウチくる!? カンパ〜い!! 其の弐（2月21日、プレステージ）共演:愛葉悠、神崎麗子、彩芽はる、日比野夕希
- S-Cute ex 07（3月8日、S-Cute）他出演:辻あずき、華美月、陽菜 ※アダルトサイト『S-Cute 4th No.59 REIRI 19歳』を収録
- 愛しのフェラチーオ 6 17人のザーメン中毒（3月10日、隼エージェンシー）他16名出演
- LOVE DOLL れいり百式（3月10日、オーロラ・プロジェクト）
- 未公開シーン全て見せます! 裏ロリバス（3月13日、カルマ）共演:宝生瑠璃、大塚ひな、島田香奈、愛みこ、月野くるみ、菅野まゆみ、彩芽はる、名波ゆら、あいら、矢口はな、RIONA、中野すず、工藤ありす、望月るい、みなみひな
- 極上手コキ Vol.2 30人の素人ギャルに手コキでザーメン抜いてもらいました!（3月19日、ミスター・インパクト）他29名出演
- 東京エロティカ 3（3月14日、プレステージ）
- フェラコレ2007春SP 30人のフェラジェンヌ（4月12日、隼エージェンシー）他29名出演
- やっぱ！中出しでしょ 7 *12人の中出し姫*（4月12日、隼エージェンシー）他11名出演
- ヤリすぎウテウテ痴女学院 20人! 入学式があったよ! 痴女がいっぱいキター!!（4月5日、ディープス）…他19名共演
- 足舐めフェラ Vol.2（4月9日、柏木塾）共演:彩芽はる
- キスマニア Vol.2（4月19日、ミスター・インパクト）他多数出演
- オナニー30連発! オナニスト30人のひとりエッチ（5月19日、ミスター・インパクト）他29名出演
- H学園 Vol.1（5月24日、テイクワン）
- High School Rec（6月2日、フリービジョン）共演:児玉しの 他出演:栗原まあや、姫川りな
- 素人娘のすごくエッチな痴漢再現記 2（6月13日、はじめ企画）オムニバス作品
- つるまんDancing Vol.5（6月28日、テイクワン）
- Water Gals 04（7月20日、プレステージ）
- S-Cute ex 10（8月9日、S-Cute）他多数出演 ※アダルトサイト『S-Cute Short No.132 REIRI（19歳）』を収録
- スクール水着 拘束電マ連続アクメ（8月24日、I.B.WORKS）他多数出演
- 女子校生レイプ 7 犯されまくる12人の女子校生（9月8日、隼エージェンシー）他11名出演

2008年
- 女子校生レイプ8 犯されまくる10人の女子校生（2月9日、隼エージェンシー）他9名出演

他

### テレビ番組
- 桃のふくらみ（MONDO TV）

### アダルトサイト
- Real File File:161（REAL FILE） ※「市川めぐみ」名義
- 100%ハメ撮り! 怜里19歳（100%ハメ撮り!顔出し）
- モモプリッ! ロリかわ初撮り れいり（モモプリッ!）
- PORNOGRAPH AMATEURGRAPH れいり（PORNOGRAPH）
- S-Cute 4th No.49 REIRI（19歳）（S-Cute）
- S-Cute 4th No.59 REIRI（19歳）（S-Cute）
- S-Cute Short No.132 REIRI（19歳）（S-Cute）
- S-Cute Short No.150 REIRI（19歳）（S-Cute）

## 電子書籍

### デジタル写真集
- 「Reiri〜れいり〜」（2007年5月10日、Level4）